# Хронічний небактеріальний простатит/синдром хронічного тазового болю у чоловіків
Хронічний небактеріальний простатит або Хронічний простатит/синдром хронічного тазового болю у чоловіків (CP/CPPS) — хронічна форма запалення передміхурової залози (простатит), яка перебігає з синдромом тазового болю у чоловіків. Цю форму простатиту слід відрізняти від інших його форм, таких як хронічний бактеріальний простатит та гострий бактеріальний простатит. Цей синдром був раніше відомий як простатодінія.
Хронічний тазовий біль у жінок розглядається в іншій статті «Тазовий біль».

## Причини

### Стрес та гормональні зміни
Вважають, що симптоми CP/CPPS є результатом взаємодії психологічних факторів та дисфункції імунної, нервової та ендокринної систем.
Теорії щодо причин хвороби включають стрес-керовану гіпоталамо-гіпофізарно-надниркової системи дисфункцію та аномалії гормону кори надниркових залоз, нейрогенне запалення, та міофасциальний больовий синдром. У двох останніх категоріях, порушення регуляції місцевої нервової системи через травми, інфекції або тривожні стани та хронічне тазове (хоча і несвідоме) напруження призводить до запалення, що його спричиняють сполуки, що виділяються нервовими клітинами (такими як субстанція Р). Простата (та інші органи сечостатевої системи: сечовий міхур, уретра, яєчка) може зазнати запалення під дією хронічно активізованих тазових нервів на опасистих клітинах у кінці нервових шляхів. Схожі стрес-індуковані запалення сечостатевої системи були експериментально продемонстровані також в інших ссавців. Тим не менше, немає жодної кореляції між запаленням при гістологічному дослідженні передміхурової залози та Індексом Симптомів Хронічного Простатиту Національного інституту здоров'я США .
Теорія бактеріальної інфекції, що довго панувала серед дослідників була поставлена під сумнів 2003 року дослідженням групи з Університету Вашингтона на чолі з доктором Лі і професором Річардом Бергером. Дослідження показало, що третина із здорових чоловіків та пацієнтів з симптомами простатиту мали однакові колонії бактерій в простаті. Ця точка зору була підтримана доктором Ентоні Шеффером, професором та головою відділення урології Північно-Західного Університету, в The Journal of Urology, в якій він заявив, що «… ці дані свідчать про те, що бактерії мають незначну роль у розвитку синдрому хронічного тазового болю» , а рік потому разом зі своїми колегами він опублікував дослідження які показують, що використання антибіотиків є марною справою для лікування CP/CPPS. Після публікації цих досліджень, акцент наукових досліджень змістився від інфекцій до нервово-м'язової, поведінкової, психологічної та генетичної етіології для UCPPS(CP/CPPS та IC/PBS), в останніх дослідження вивчають взаємодію між сечовивідними шляхами та іншими фізіологічними системами. UCPPS останнім часом вивчають як системний розлад. На підтримку цього підходу, дослідження 2005 року показали, що стрес корелює з простатитом категорії III.

### Перекриття з БССМ/ІЦ
Деякі дослідники вважають, що CP/CPPS є однією з форм больовий синдром сечового міхура/інтерстиціального циститу (БССМ/ІЦ). З 2007 американська установа NIDDK почала об'єднувати БССМ/ІЦ та CP/CPPS під загальним терміном «Синдром урологічного хронічного тазового болю (UCPPS)». Терапія що показали свою ефективність при лікуванні БССМ/ІЦ, наприклад використання кверцетину, також показали певну ефективність для лікування CP/CPPS. Останні дослідження були спрямовані на геномний та протеомний аспекти цих хвороб.
Багато пацієнтів також відчувають біль, коли їх сечовий міхур заповнений, що є типовою ознакою інтерстиціального циститу.

### Клімат
Схоже температура навколишнього середовища відіграє певну роль, оскільки похолодання спричиняє загострення симптомів. Схоже, що холод є одним з факторів, що може спричиняти процес, який призводить до CP/CPPS. Холод може ініціювати рецидив захворювання. Одне з досліджень показує, що частота появи симптомів простатиту у чоловіків, які проживають в північній Фінляндії — в холодному кліматі — вища, ніж в інших частинах світу.

## Клінічні ознаки
Хронічний простатит/синдром хронічного тазового болю (CP/CPPS) характеризує біль в області тазу або промежини без ознак інфекції сечовивідних шляхів, який триває довше, ніж 3 місяці,. Симптоми можуть посилюватись та зменшуватися. Біль може варіювати від легкого дискомфорту до виснажливої. Біль може віддавати в спину та пряму кишку, що робить нестерпним сидіння. Можуть розвинутися дизурія, артралгії, міалгія, непояснена перевтома, біль у животі, постійний та пекучий біль у статевому члені. Часте сечовипускання може свідчити про інтерстиціальний цистит (запалення сечового міхура, а не простати). Постеякуляційний біль за участі нервів та м'язів, є головною ознакою стану, і його використовують для диференціювання CP/CPPS та ДГПЗ. Деякі пацієнти повідомляють про низьке лібідо, сексуальну та еректильну дисфункції.

## Діагностика
Не існує діагностичних тестів для CP/CPPS. Цей розлад погано вивчений, хоча на його частку доводиться 90 %-95 % діагнозів простатиту. Виявляють у чоловіків будь-якого віку, з піком захворюваності у чоловіків у віці 35-45 років. CP/CPPS може бути запальним (категорія IIIa) або незапальним (категорії IIIb), залежно від кількості лейкоцитів у секреті передміхурової залози, але ці підкатегорії мають обмежене застосування в клінічній практиці. У запальній формі, сеча, сперма, та інша рідина з простати містять гній (який становлять лейкоцити), тоді як у незапальній формі гною не спостерігають. Останні дослідження ставлять під сумнів відмінність між категоріями IIIa і IIIb, оскільки обидві категорії показують ознаки запалення, якщо наявність гною ігнорують і беруть до уваги інші ознаки запалення, наприклад рівень цитокінів.